# Levodropropizina
La levodropropizina es un fármaco antitusígeno no opioide que se utiliza para el tratamiento de corto plazo de la tos en adultos y niños mayores de dos años.

## Mecanismo de acción
La levodropropizina ejerce su acción en forma periférica (no central como los antitusígenos opioides) mediante un efecto modulador de los niveles de neuropéptidos en el aparato respiratorio. Específicamente, la levodropropizina inhibe la respuesta de los nervios sensoriales de la vía aérea, reduciendo la liberación de neuropéptidos por las fibras nerviosas C.